# Ledinci
Ledinci (serbocroata cirílico: Лединци) o Novi Ledinci (serbocroata cirílico: Нови Лединци) es un pueblo de Serbia, constituido administrativamente como una pedanía de la ciudad de Novi Sad en el distrito de Bačka del Sur de la provincia autónoma de Voivodina.
En 2011 tenía 1912 habitantes, casi todos étnicamente serbios. Hasta 2019, cuando la ciudad se dividía en dos municipios urbanos, el pueblo pertenecía al municipio de Petrovaradin.
Hasta la primera mitad del siglo XX, "Ledinci" era el nombre de un pueblo que se ubicaba donde actualmente se halla Stari Ledinci ("Antiguo Ledinci"). El Ledinci original fue destruido por los invasores alemanes en la Segunda Guerra Mundial; en la posguerra, la mayor parte de los vecinos fundaron aquí "Novi Ledinci" ("Nuevo Ledinci") a orillas del Danubio, mientras que una pequeña parte reconstruyó Stari Ledinci en su ubicación original.
Se ubica en la periferia meridional de Novi Sad, separado del centro de la ciudad por el Danubio. Por aquí sale de Sremska Kamenica hacia el oeste la carretera 119, que lleva a Vukovar recorriendo la orilla meridional del Danubio.